# Jan Lambertus Dregmans
Jan Lambertus Dregmans (Hoek, 14 september 1900 – Koudekerke, 30 juni 1994) was een Nederlands politicus van de ARP.
Hij werd geboren als zoon van Johannes Martinus Dregmans (1867-1925; gemeentesecretaris van Hoek) en Janneke van Vessem (1867-1940). Hij was hoofdcommies bij de gemeentesecretarie van Terneuzen voor hij in januari 1935 benoemd werd tot burgemeester van Koudekerke. Midden 1942 werd Dregmans ontslagen maar na de bevrijding in 1944 keerde hij weer terug. Vanaf 1946 was hij tevens burgemeester van Biggekerke. In oktober 1965 ging hij met pensioen al bleef hij wel aan als waarnemend burgemeester van die gemeenten. Op 1 juli 1966 fuseerden Biggekerke, Koudekerke en Zoutelande tot de gemeente Valkenisse waarvan hij de waarnemend burgemeester werd. Daarnaast was Dregmans vanaf 1 februari 1966 waarnemend burgemeester van Oost- en West-Souburg dat op 1 juli 1966 opging in de gemeente Vlissingen. Op die laatste datum werd hij bovendien waarnemend burgemeester van de net gevormde gemeente Mariekerke. In november 1966 kregen de fusiegemeenten Valkenisse en Mariekerke een kroonbenoemde burgemeester maar daarmee was de burgemeesterscarrière van Dregmans nog niet voorbij want in juli 1968 werd hij waarnemend burgemeester van 's-Heerenhoek dat in januari 1970 opging in de nieuwe gemeente Borsele waarvan hij de waarnemend burgemeester werd. In juni 1970 werd Gerard van Waes daar benoemd tot burgemeester. Dregmans overleed midden 1994 op 93-jarige leeftijd in zijn woonplaats Koudekerke.
Zijn broers Pieter Dregmans en Jacobus Dregmans waren eveneens burgemeester.